# Райхенберг (Баварія)
Райхенберг (нім. Reichenberg) — громада в Німеччині, розташована в землі Баварія. Підпорядковується адміністративному округу Нижня Франконія. Входить до складу району Вюрцбург.
Площа — 34,79 км2. Населення становить 4173 ос. (станом на 31 грудня 2020).